# طابع مثقب بأحرف
ترميز الطوابع بالثقوب أو الطوابع المثقبة بأحرف ويطلق عليها كلمة perfin في علم الطوابعية، وهي مجموعة أحرف تعني عند هواة جمع الطوابع البريدية الطوابع المثقوبة بالأحرف الأولى من أسم معين أو مثقوب عليها اسم لتثبيط السرقة. الاسم هو اختصار للأحرف الأولى المثقوبة أو الشارة المثقوبة. كما يطلق عليها أحيانًا اسم SPIFS وهو مختصر كلمات (طوابع مثقوبة بالأحرف الأولى من أسماء الشركات والجمعيات).

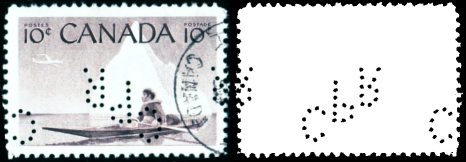
طابع من كندا مثقب برمز CPR

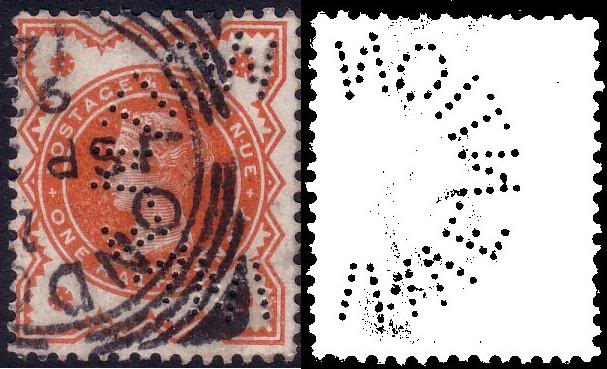
تثقيب مرمز منحني غير معتاد في لندن، وعنوانها البرقي هو INVENTION

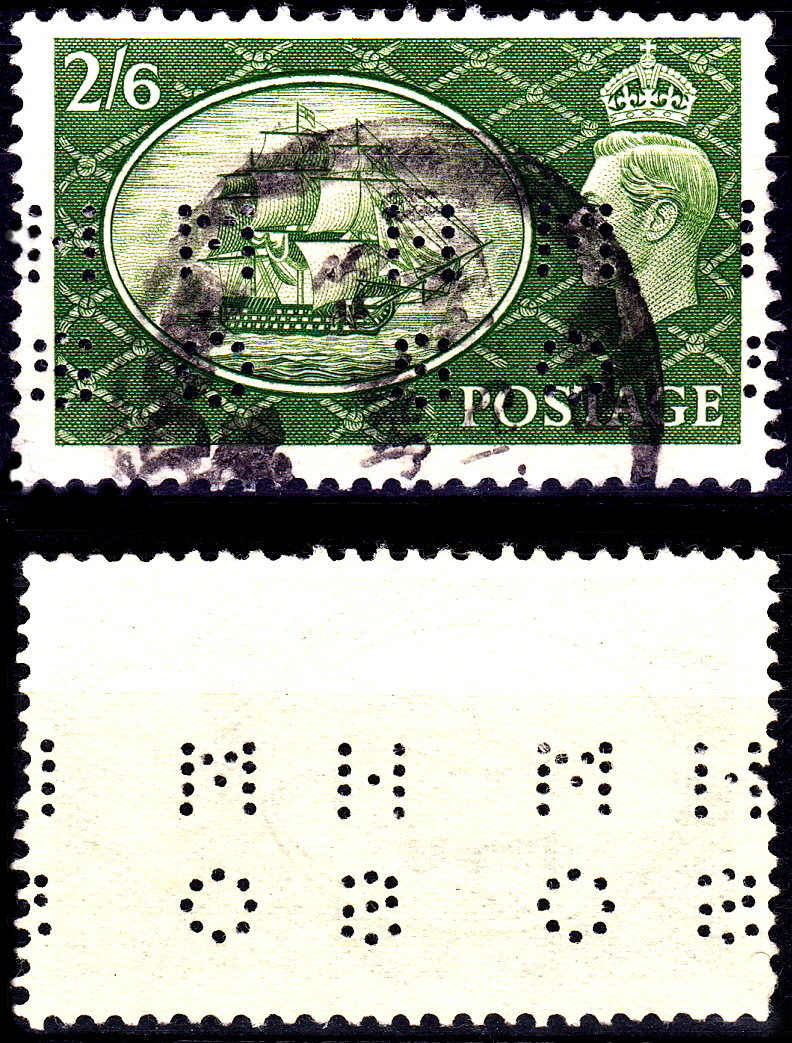
طابع المهرجان البريطاني مع تثقيب مرمز باسم. أمامي (علوي) وخلفي (سفلي).

## التاريخ
كانت بريطانيا العظمى أول دولة تستخدم الترميز بالثقوب ابتداءً من عام 1868. وسرعان ما انتشرت هذهِ الممارسة في بلجيكا (1872)، والدنمارك وفرنسا وألمانيا وسويسرا (1876)، والنمسا (1877)، وسمحت الولايات المتحدة أخيرًا باستخدام الترميز بتثقيب الطوابع في عام 1908.
في بريطانيا يمكن استرداد الطوابع البريدية غير المستخدمة نقداً في مكتب البريد. وبالاتفاق مع السلطات البريدية، لا يمكن استعمال الطابع المثقوب على رسالة إلا من قبل صاحب الطابع المثقوب. لذلك، فإن الطابع المثقوب المسروق لن يكون ذا قيمة لحاملهِ غير المصرح له. وبالتالي، فإن استعمال الطوابع المثقوبة يمنح المؤسسات أماناً أفضل على طوابعها البريدية. ألغيت طريقة التثقيب بالرموز على الطوابع بسبب الاستعمال الواسع النطاق لآلات عدادات البريد التي ألغت الحاجة إلى الترميز بالثفوب.

## الترميز المعد رسمياً
يوجد عدد من الدول لديها طوابع مثقوبة للدلالة على البريد الرسمي. فقد قامت الدنمارك بتثقيب الطوابع لاستخدامها من قبل الحرس الوطني الدنماركي، أما الولايات المتحدة الأمريكية فقد ثقبت الطوابع لاستخدامها من قبل مختلف المنظمات الفيدرالية، كما استخدمت الولايات الأسترالية مثل فيكتوريا وكوينزلاند الطوابع المثقوبة على نطاق واسع على طوابعها.

## جمع الطوابع المثقبة
كانت طوابع البريد المثقبة تعتبر في السابق تالفة ولا تستحق التجميع عند هواة جمع الطوابع، بينما الآن مطلوبة بشدة من قبل هواة جمع الطوابع المتخصصة. غالبًا ما يكون من الصعب تحديد الاستخدامات الأصلية لكل نوع من التثقيب المرمز نظرًا لعدم وجود سمات تعريفية عادةً؛ على سبيل المثال، استخدمت شركة كوداك للتصوير حرف K البسيط كحرف تعريف لها، ولكن كان من الممكن استخدام ختم K المثقوب بمفرده من قبل العديد من المستخدمين الآخرين. ولا يزال حرف K مثبتًا على الغلاف الذي يحتوي على بعض ميزات تعريف الشركة، مثل اسم الشركة أو عنوانها أو حتى الختم البريدي للشركة، مما يعزز مثل هذا التثقيب المرمز.

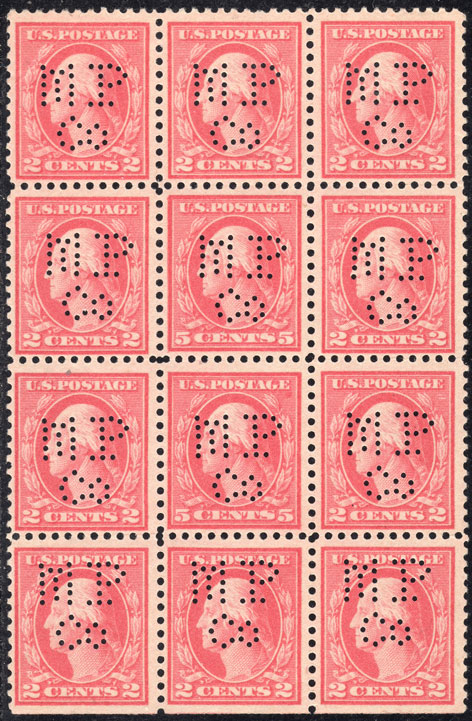
طوابع مثقبة فئة 5 سنتات خاطئة طبعت بدلاً من 2 سنتًا

لاحظ أن المجموعة المكونة من 12 طابعًا الموضحة في الصورة على اليسار تتضمن نسختين من طوابع فئة 5 سنتات الخاطئة المرغوبة للغاية بدلاً من 2 سنتًا.

## القرطاسية البريدية

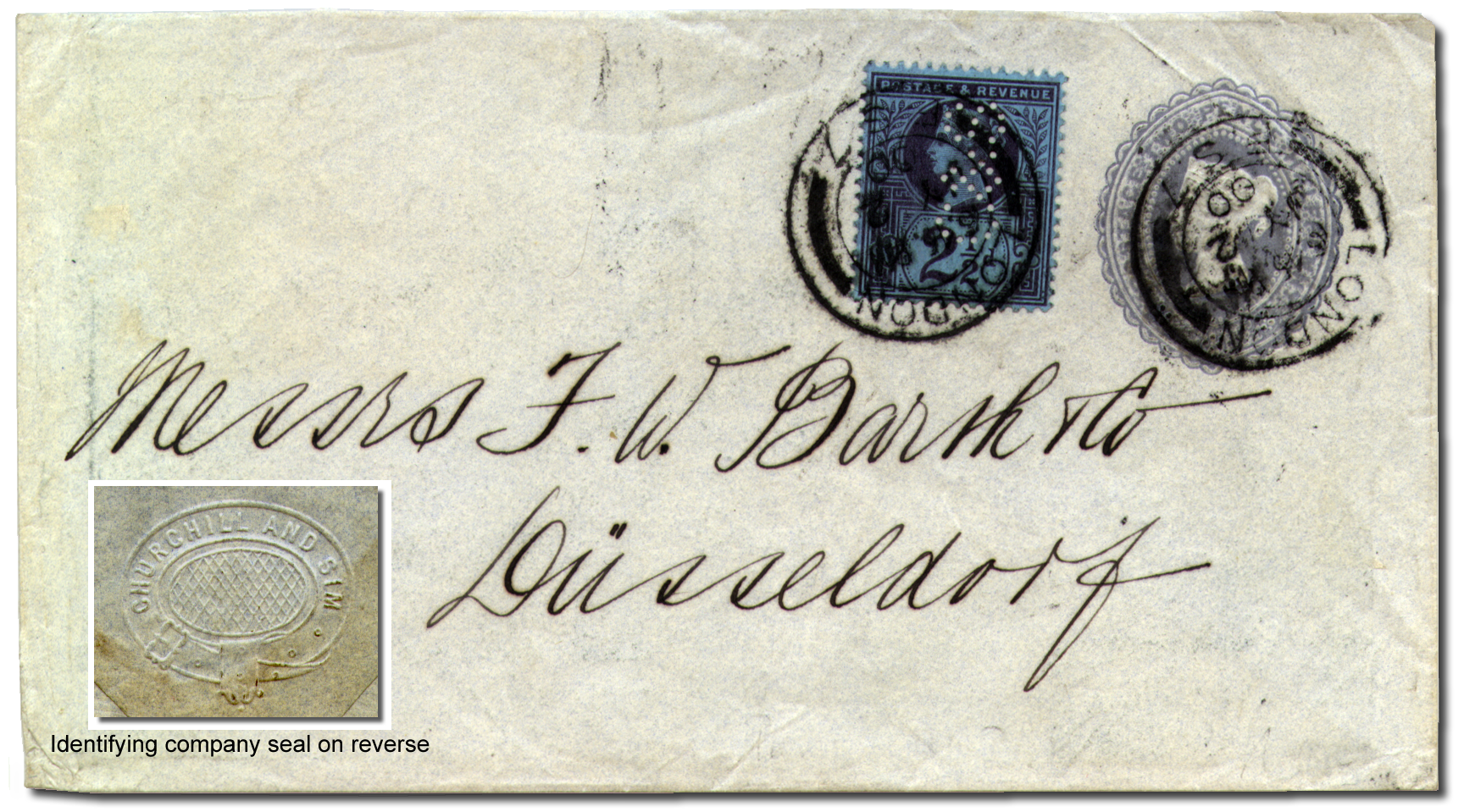
مظروف قرطاسية بريدية مستخدمة من لندن إلى دوسلدورف في عام 1900، مع طابع بريدي إضافي مثقوب "C & S" يحدد المستخدم باسم "تشرشل وسيم" وفقًا للختم الموجود على ظهره الموضح في الصورة الداخلية

بالإضافة إلى التثقيب المرمز على طوابع البريد، شمل التثقيب المرمز بالأحرف أظرف القرطاسية البريدية والبطاقات البريدية وأغلفة الصحف أيضاً.

## طوابع العينة
غالبًا ما تحدد طوابع العينات بكلمة (عينة) للإشارة إلى حالتها.

## الرد على الكوبونات
صدرت قسائم الرد الدولية من قبل جزيرة تشانل في جيرسي حيث تحدد الدولة من خلال الحروف "JE" المدرجة في القسيمة.

## أمثلة على طوابع مثقوبة

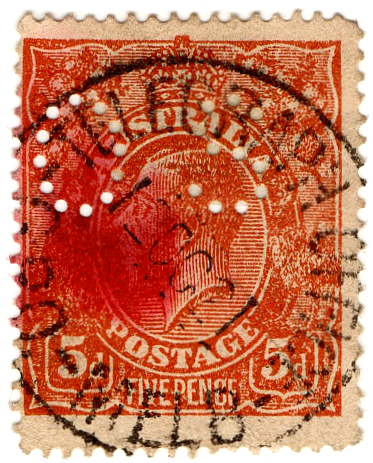
طابع أسترالي صادر في العقد الثاني من القرن العشرين
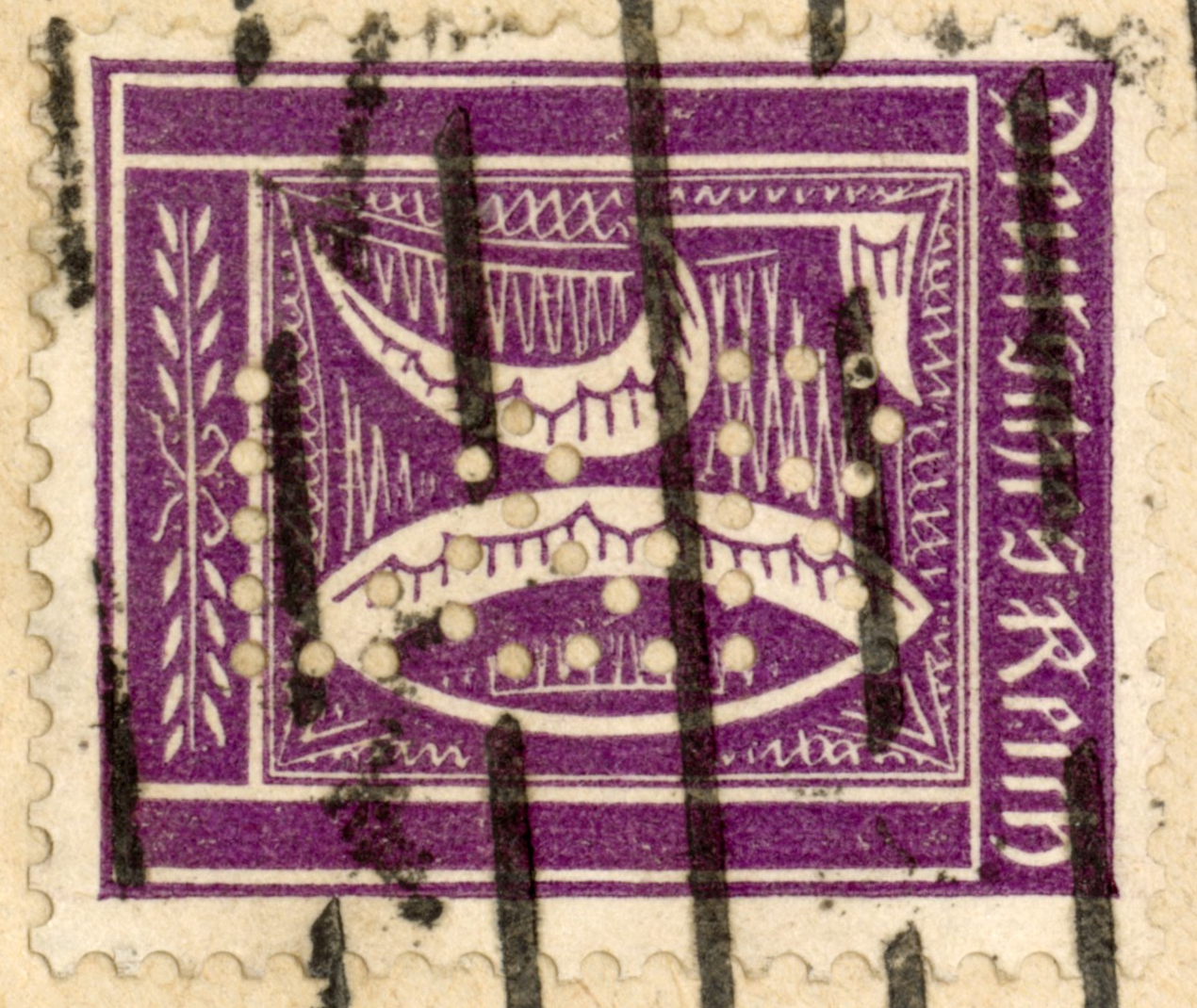
طابع ألماني صادر سنة 1922
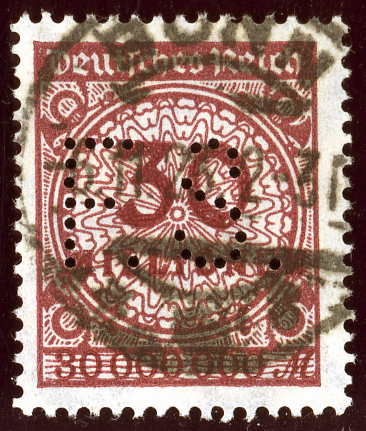
طابع ألماني صادر سنة 1923
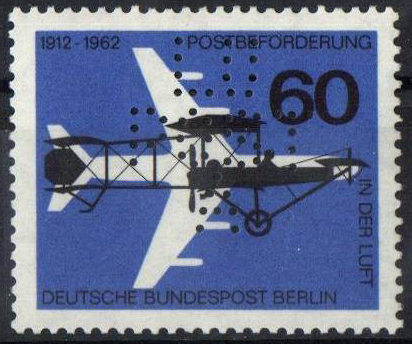
طابع من ألمانيا صادر سنة 1962
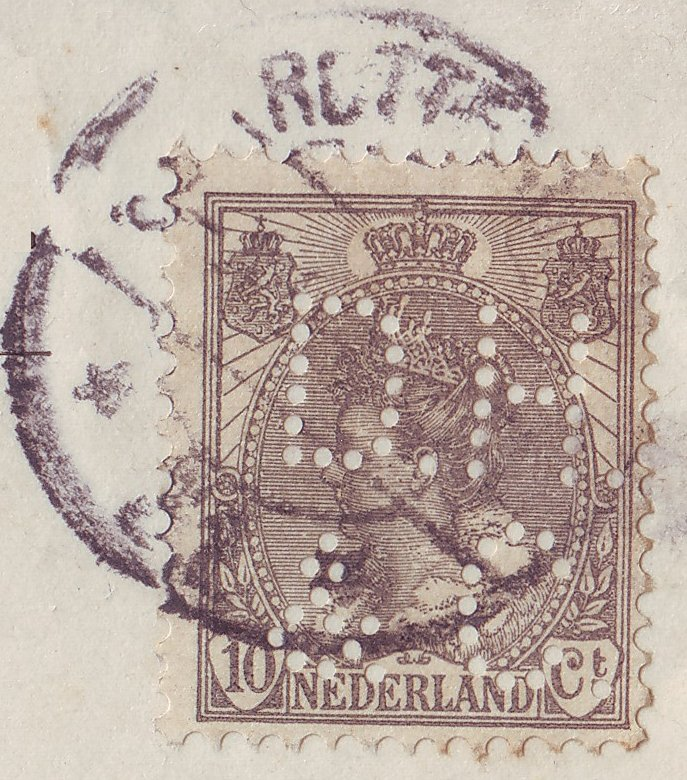
طابع من هولندا
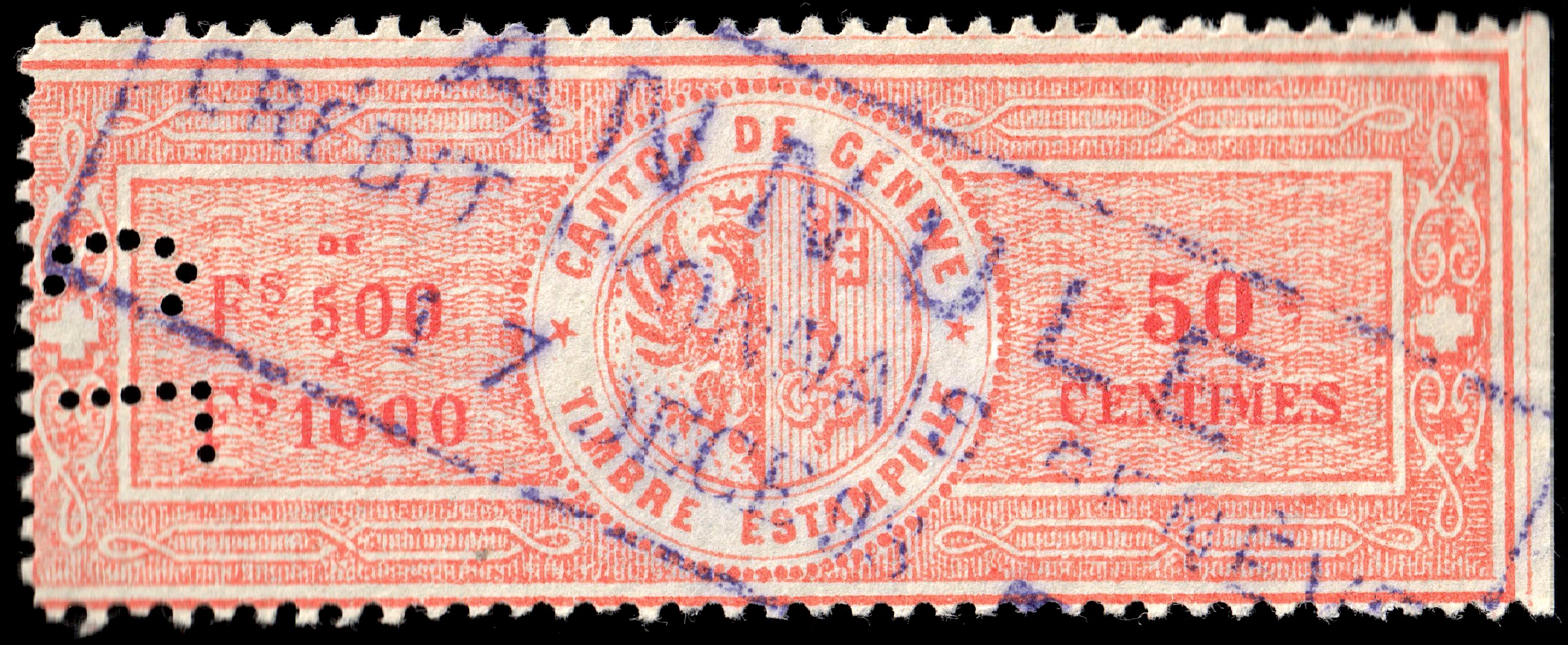
طابع مالي سويسري بحدود عام 1870
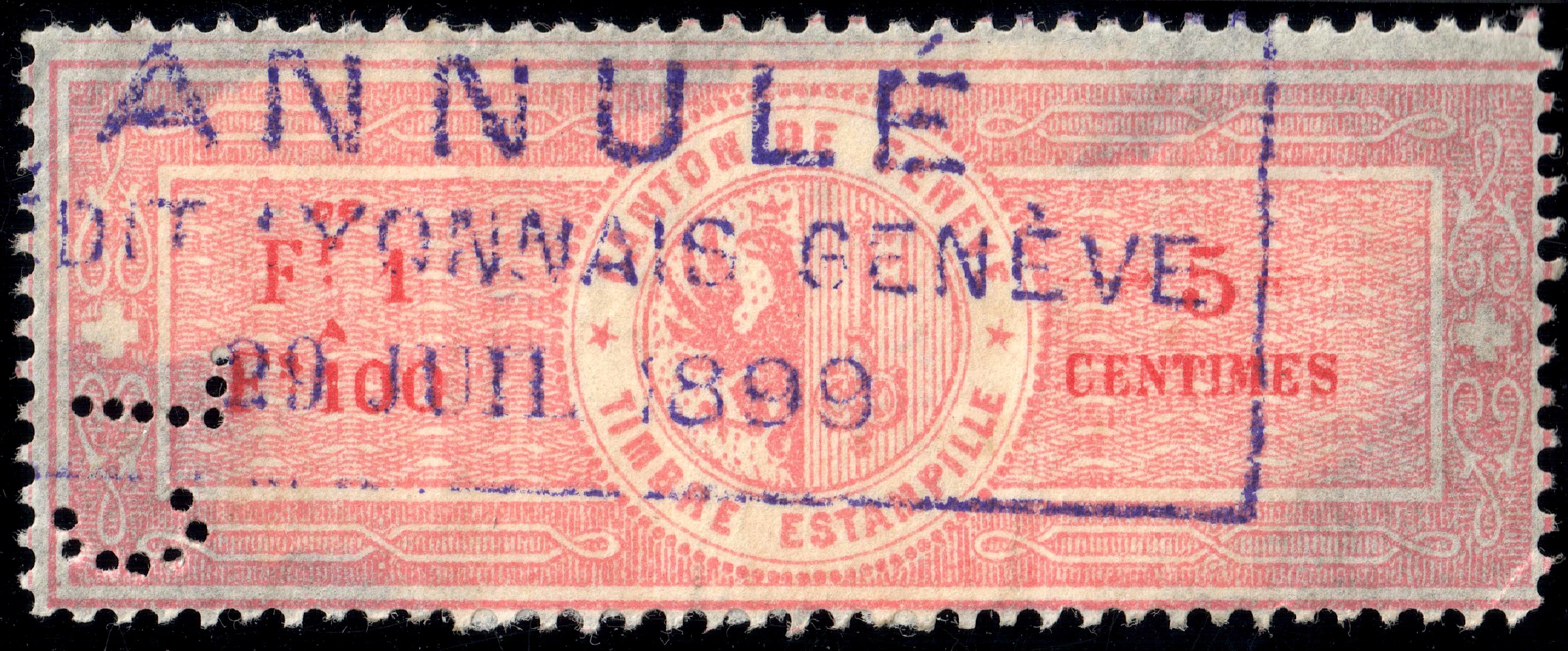
طابع مالي سويسري بحدود عام 1870 ومختوم بسنة 1899
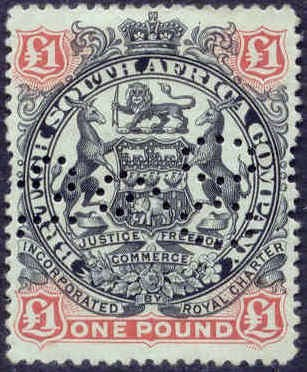
طابع من جنوب إفريقيا البريطانية صادر عام 1897
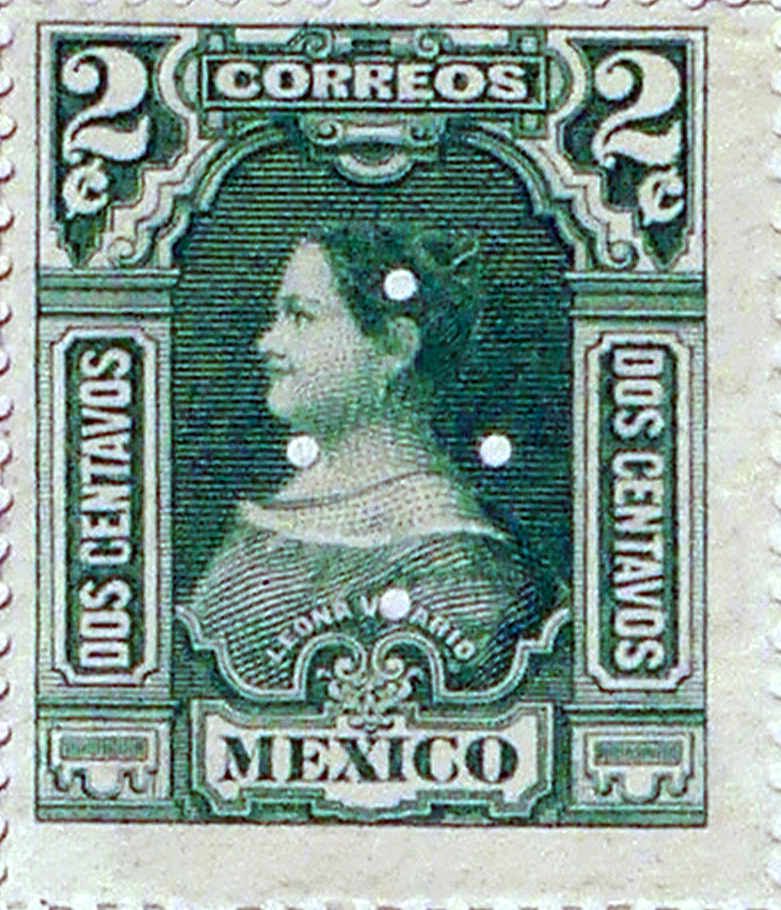
طابع مكسيكي صادر سنة 1910
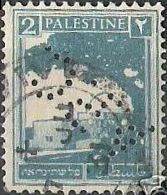
طابع فلسطيني صادر سنة 1927
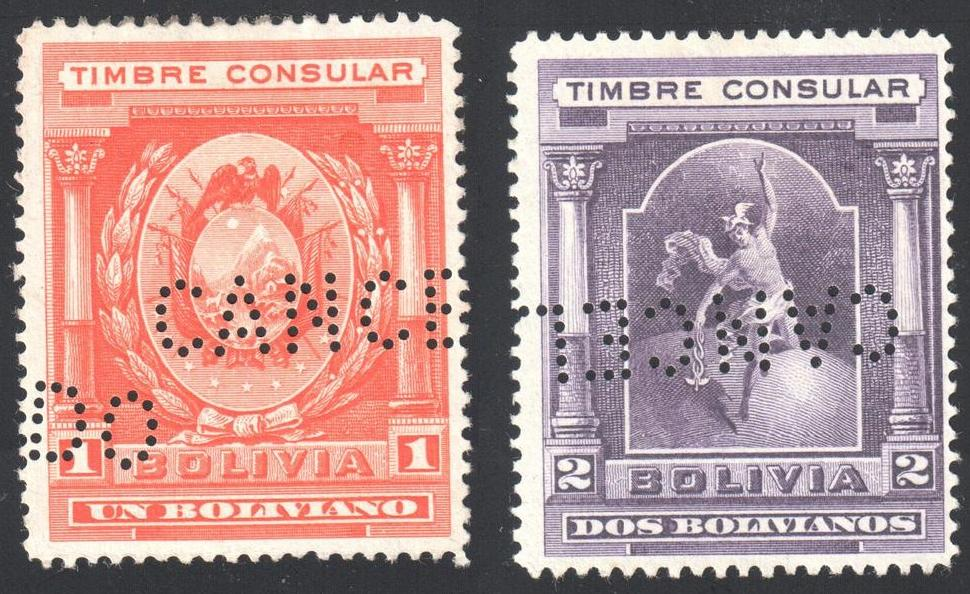
طابعان ماليان من بوليفيا صداران سنة 1906